# John Spilsbury
John Spilsbury, född 1739, död 1769, var en brittisk gravör och kartograf. John Spilsbury var bror till den två år äldre Jonathan Spilsbury. Spilsbury var lärling till Thomas Jeffery, som var gravör, kartograf samt gav ut kartor och böcker. Spilsbury blev först känd som författare till pedagogiska böcker för barn. Han hade även ett företag där man kunde köpa utskrifter, kartor och diagram men även böcker och skrivmaterial.
År 1766 skapade Spilsbury sitt första pussel och det är det han är mest känd för idag. Pusslen var kartor som var utarbetade som ett läromedel till skolans geografikurser. Kunde man sätta ihop bitarna av kartan, så kunde man lära sig vilka länder som låg var.
Spilsbury tillverkade sina kartor genom att lägga dem på ett blad av lövträd och skar runt landgränserna med en liten såg. Produkten blev ett pussel som i många år endast användes som ett hjälpmedel i skolan. Det var inte förrän många år senare som pusslet skulle komma att användas som tidsfördriv.
På två år skapade han åtta pussel som han trodde skulle locka välbeställda föräldrar. Han gjorde pussel av hela världen.